# AtomNet
AtomNet was een webbrowser voor Windows. De webbrowser werd ontwikkeld door Change7 Software en was bedoeld voor intranet en offline surfen. AtomNet ondersteunde de meeste functies van HTML3. Ook kan de browser binnen zipbestanden zoeken, zonder deze eerst te moeten uitpakken. AtomNet hoefde niet geïnstalleerd te worden. AtomNet moest aangekocht worden bij Change7 Software.
De browser ondersteunt geen Java of JavaScript; afbeeldingen worden wel weergegeven. De laatst uitgebrachte versie is 1.23, waarna de ontwikkeling van het programma werd stopgezet. De browser was enkel in het Engels te gebruiken. 